# Pniewo k/Nasielska
Pniewo k/Nasielska (lub Pniewo k. Nasielska, inaczej Pniewo koło Nasielska; od 31 XII 1959 Krzyczki) – dawna gromada, czyli najmniejsza jednostka podziału terytorialnego Polskiej Rzeczypospolitej Ludowej w latach 1954–1972.
Gromady, z gromadzkimi radami narodowymi (GRN) jako organami władzy najniższego stopnia na wsi, funkcjonowały od reformy reorganizującej administrację wiejską przeprowadzonej jesienią 1954 do momentu ich zniesienia z dniem 1 stycznia 1973, tym samym wypierając organizację gminną w latach 1954–1972.
Gromadę Pniewo k/Nasielska z siedzibą GRN w Pniewie k/Nasielska utworzono – jako jedną z 8759 gromad na obszarze Polski – w powiecie pułtuskim w woj. warszawskim, na mocy uchwały nr VI/10/17/54 WRN w Warszawie z dnia 5 października 1954. W skład jednostki weszły obszary dotychczasowych gromad Chrcynno, Głodowo Wielkie, Krzyczki-Pieniążki, Krzyczki-Żabiczki, Krzyczki-Szumne i Pniewo oraz część dotychczasowej gromady Popowo Borowe o powierzchni 233 ha położonej na północ od szosy Zegrze-Nasielsk ze zniesionej gminy Nasielsk w tymże powiecie. Dla gromady ustalono 9 członków gromadzkiej rady narodowej.
31 grudnia 1959 gromadę Pniewo k/Nasielska zniesiono przenosząc siedzibę GRN z Pniewa do Krzyczek Pieniążek i zmieniając nazwę jednostki na gromada Krzyczki.
Uwaga: Nie mylić z gromadą Pniewo, również w powiecie pułtuskim.